# Баллидехоб

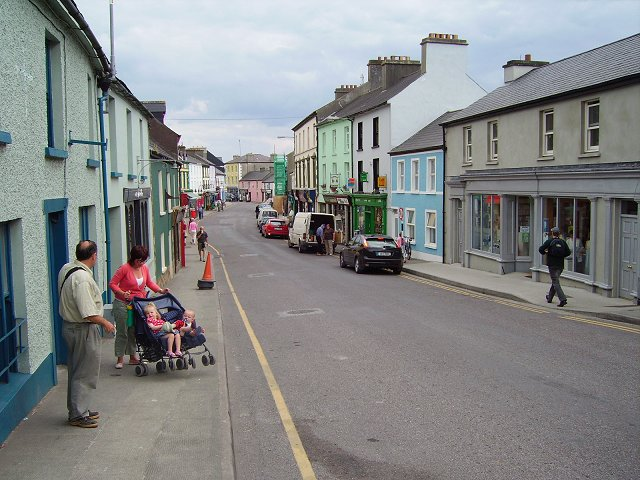

Баллидехоб (англ. Ballydehob; ирл. Béal an Dá Chab, «устье брода через две реки») — деревня в Ирландии, находится в графстве Корк (провинция Манстер).
В бронзовом веке на горе Габриэль, прямо на запад от деревни добывалась медь; в это время в округе были построены каменные круги и гробницы.
6 сентября 1886 года в городе была открыта железнодорожная станция; двенадцатиарочный мост, потребовавшийся для прокладки пути, был крупным инженерным достижением. Однако, последний поезд прошёл по станции 27 января 1947 года, и она была окончательно закрыта 1 июня 1953 года.
У Баллидехоба есть город-побратим — французский город Кледан Кап Сизен.

## Демография
Население — 240 человек (по переписи 2006 года). В 2002 году население составляло 206 человек.
Данные переписи 2006 года:
| Общие демографические показатели |               |                               |                               |      |      |
| Всё население                    | Всё население | Изменения населения 2002—2006 | Изменения населения 2002—2006 | 2006 | 2006 |
| 2002                             | 2006          | чел.                          | %                             | муж. | жен. |
| 206                              | 240           | 34                            | 16,5                          | 116  | 124  |